# Interview (revista)
Interview es una revista fundada en 1969 por el artista Andy Warhol y el periodista británico John Wilcock en Estados Unidos. Dedicada al culto de las celebridades, incluye entrevistas e imágenes vanguardistas de personajes famosos. Estas entrevistas solían publicarse tal cual, pero cuando eran editadas se les daba el excéntrico estilo usado en los libros de Warhol. La primera encargada de publicidad de la revista fue Susan Blond.
Algunos ejemplares de Interview eran a menudo obsequiados a la «gente de moda» para incentivarlos a contribuir con ella.
Hacia el fin de su vida, Warhol fue abandonando la supervisión diaria que realizaba a la revista. Esta comenzó a mostrar el punto de vista de la élite de moda (bajo la edición de Bob Colacello) y a introducir un estilo editorial más estilizado. Sin embargo, Warhol continuó actuando como «embajador» de la revista, entregando ejemplares a los peatones y organizando eventos ad hoc en las calles de Manhattan.
La revista —apodada como «La bola de cristal de la cultura popular»— ha continuado con un formato similar: 30% de contenidos y 70% de anuncios. Comenzó a ser publicada por Brant Publications Inc. al poco tiempo de fallecer Warhol en 1987.